# Summer Swing
Summer Swing was een Vlaams familie-muziekfestival. De eerste en enige editie ging door in 2014. Het werd geprogrammeerd als vervanging van Rimpelrock.
Summer Swing ging door in Kiewit bij Hasselt op het terrein waar ook Pukkelpop doorgaat. Nadat Rimpelrock VZW in 2013 besliste om het Rimpelrock-hoofdstuk af te sluiten, werd beslist een nieuw concept uit te werken. Het vernieuwde concept resulteerde in Summer Swing. De focus werd verlegd van 50-plussers naar families. De eerste editie ging door op 9 augustus 2014 en lokte ongeveer 17.000 bezoekers.
In vergelijking met Rimpelrock, dat meer gericht was op 50-plussers, was Summer Swing gericht op zowel jong als oud. Er waren 3 podia: de Pop Stage, de Family Stage en het Ambiance Podium. De randanimatie was deels te vergelijken met die van Pukkelpop, maar dan meer aangepast aan de doelgroep.
Organisator Chokri Mahassine besloot geen 2de editie meer te organiseren.

## Edities

### 2014
| Pop Stage                        | Family Stage             | Ambiance Podium            |
| -------------------------------- | ------------------------ | -------------------------- |
| Milk Inc.                        | Urbanus & De Fanfaar     | Will Tura                  |
| Level 42                         | Bandits                  | Christoff & Lindsay        |
| Lady Linn                        | De Bende met Mega Mindy  | Laura Lynn                 |
| Clouseau                         | K3                       | Bart Kaëll                 |
| Zornik                           | Slongs Dievanongs        | De Romeo's & Willy Sommers |
| Ozark Henry                      | Jukebox Voor Kids        | Robby Longo                |
| The Broken Circle Bluegrass Band | Ian Thomas               | Michael Lanzo              |
| Flip Kowlier                     | De Ketnetband met Fabian | Luc Steeno                 |
| De Held                          |                          | Joe Hardy                  |